# قلب
قلب (Qalb) is een programmeertaal die geschreven wordt in het Arabisch schrift. De taal is in 2012 ontwikkeld door de van oorsprong Libanese programmeur Ramsey Nasser, en is op Scheme gebaseerd, dus verre familie van LISP.
De taal is zowel functioneel alsook ontwikkeld als conceptueel kunstwerk; in het schrijven van de programmeercode kunnen bepaalde elementen uit de Arabische kalligrafie zoals het verlengen van karakterglieven worden toegepast om een esthetisch aangenaam codebeeld te krijgen. 

## Toepassingen
De taal is Turing-compleet en kan dus voor alle toepassingen gebruikt worden. Er zijn al wat toepassingen in deze taal geschreven zoals een Fibonacci-sequencer en er is ook een implementatie van Conway's Game of Life. Hello World doet het ook.